# Скобелева майка (паметник)
Вижте пояснителната страница за други значения на Скобелева майка.
Паметникът на Олга Скобелева или Скобелева майка е посветен на графиня Олга Скобелева, майка на генерал Скобелев и се намира в Пловдив в жилищен район „Тракия“, микрорайон „Скобелева майка“ – А13, до надлеза на „Цариградско шосе“, носещ името на паметника.

## История
По време на Руско-турската освободителна война 58-годишната графиня Олга Скобелева е начело на Балканския отдел на Руския червен кръст. Тя събира дарения за бедстващите българи. Пристигайки в Пловдив, прави дарение за сиропиталището в града от внушителните 20 000 златни рубли.
Капитан Алексей Алексеевич Узатис е руски аристократ и военен инженер. Той пристига в Пловдив през 1879 г. и е назначен първо за инструктор в румелийската милиция. Става офицер, а след това и командир на сапьорна рота в Пловдив. През лятото на 1879 г. капитанът поема строителството на нови казарми в местността „Гладно поле“. Узатис е бил много близък приятел на генерал Скобелев и майка му го е приемала като свой син. Той е бил образован благодарение на семейство Скобелеви. По онова време графиня Скобелева непрекъснато обикаля из Южна България, създава благотворителни дружества, заема се с уреждането на нови сиропиталища. Капитан Узатис я придружава по време на пътуванията ѝ.
Вечерта на 6 юли 1880 г. Олга Скобелева заминава за Чирпан, за да купи чифлик, който да превърне в модерен дом за сираци като тези в Европа. Заминава, придружена от прислужницата си, адютанта и файтонджията, носейки 20 000 златни рубли за покупката. На шест километра от Пловдив на пътя ги пресрещат Узатис и още двама негови приятели-черногорци. С намерение да открият и откраднат парите. Лично Узатис убива Олга Скобелева с шпагата си. Загиват още двама – файтонджията и нейната камериерка. Унтерофицерът Матвей Иванов успява да избяга, добира се до гръцко кафене в Пловдив и преди да издъхне, успява да  съобщи за смъртта на графинята. Румелийската полиция се организира и успява да залови разбойниците, а Узатис сам се разстрелва, обкръжен в неговото имение в село Дермендере. Олга Скобелева е погребана в семейното им имение в Русия, а синът ѝ поръчва икони, които да поставят в християнския храм на имението.
На 5 юли 1881 г. е открит паметник на Олга Скобелева на лобното ѝ място. За изграждането му са отделени 9000 гроша.
Мемориал-ротонда на Олга Скобелева е изграден през 1964 г. близо до стария паметник и е дело на архитект Кирил Тодоров. Паметникът изобразява графинята, която е седнала и е прегърнала две от дечицата, за които се е грижила.
След 1989 г. паметниците и пространството около тях е занемарено. През 2011 г. стартира проект за възстановяването им, ръководен от Валентин Делов.

## Характеристики
Старият паметник е от мрамор, с богато профилирани краища. Пиедесталът е от туф. Височината му е 3 м. От четирите му страни има надписи. Единият от тях е специално написан епитаф от поета Иван Вазов, който по онова време живее в Пловдив. Надписът гласи:
| „ | С цел висока, красна при нас дойде ти, но ръка ужасна твойте дни скрати. Святице! Прости! | “ |

В близост до стария паметник има кръгла колонада (ротонда) издигната през 1964 г., в центъра на която върху постамент на 3 м височина е женска фигура, държаща две деца на коленете си. Автор на композицията е българския художник и скулптор Кирил Тодоров. Изработен е също от мрамор и туф. Височината на фигурата е 2 м, на колоните – 9 м, а диаметърът на ротондата е 7 м. Надпис: „Скобелева Олга Николаевна 1823 – 1880“.